# リチャード・ホール
リチャード・I・ホール（Richard I Hall、1971年10月25日 - ）は、ジャマイカの元プロボクサー。キングストン出身。元WBA世界ライトヘビー級暫定王者。

## 来歴
1993年6月25日、プロデビュー。
1998年12月5日、ニュージャージー州アトランティックシティのボードウォーク・ホールでアンソニー・ビゲニとWBA世界ライトヘビー級暫定王座決定戦を行い、3回1分49秒TKO勝ちを収め王座を獲得した。
2000年5月13日、インディアナ州インディアナポリスのゲインブリッジ・フィールドハウスでWBA・WBC・IBF世界ライトヘビー級王者のロイ・ジョーンズ・ジュニアと対戦し、11回1分41秒TKO負けを喫し暫定王座は王座統一により消滅した。
2001年12月5日、ベルリンのエストレル・ホテルでWBO世界ライトヘビー級王者のダリユシュ・ミハルチェフスキと対戦し、11回1分50秒TKO負けを喫し王座を獲得出来なかった。
2002年9月14日、ブラウンシュヴァイクのヴォルクスワーゲン・ハレでWBO世界ライトヘビー級王者のダリユシュ・ミハルチェフスキと9か月振りのリマッチを行い、10回1分12秒TKO負けを喫しまたしても王座を獲得できなかった。
2013年10月19日、ヴィエリチカのコパルニア・ソルでクシシュトフ・グウォヴァツキと対戦し、3回終了時にホールが棄権した為TKO負けを喫し試合後に引退した。

## 獲得タイトル
- WBA世界ライトヘビー級暫定王座（防衛0）
- WBAフェデラテンライトヘビー級王座